# Serafin Maniński
Serafin Maniński (ur. 4 października 1793 w Białej, zm. 28 sierpnia 1831 w Zamościu) – polski szlachcic i wojskowy, kapitan, oficer powstania listopadowego, oficer batalionu twierdzy Zamość.
Syn Mateusza Manińskiego, wnuk Kanuta Feliksa Manińskiego, szambelana królewskiego Stanisława Augusta Poniatowskiego. 
Karierę rozpoczął w armii pruskiej, potem przeniósł się do wojska Księstwa Warszawskiego i w szeregach 5 pułku piechoty walczył w kampanii 1812–1813, w 1813 roku brął udział w obronie Gdańska. Po kapitulacji twierdzy i pobycie w niewoli trafił do 4 pułku strzelców pieszych jako podporucznik, potem porucznik. W 1831 roku został awansowany na kapitana. Zmarł w Zamościu, 28 sierpnia 1831 roku.
Miał syna, Władysława.